# Putauaki
Il Putauaki (in lingua māori: Pūtauaki; in inglese: Mount Edgecumbe) è un edificio vulcanico dacitico nella regione di Bay of Plenty, nell'Isola Nord della Nuova Zelanda. Situato a 50 km a est di Rotorua e a 3 km a est di Kawerau, è la struttura più orientale del centro vulcanico di Okataina, all'interno della zona vulcanica di Taupo. Il monte sorge a 820 m s.l.m. ed è visibile della baia di Plenty, a 30 km. 

## Geologia
Due piccoli crateri formano la sommità del vulcano. Sul fondo del cratere ad ovest vi è un laghetto di acque nere, il cui livello cambia con le stagioni. Il Putauaki non è altro che il cono principale di una serie di bocche distinte. Sulle pendici del lato ovest, vi sono due altre bocche eruttive, mentre sul lato nord, un'altra bocca si è formata, senza tuttavia eruttare mai. 

## Storia
Si tratta di un vulcano relativamente giovane, dato che la maggior parte della sua attività è concentrata negli ultimi 5000 anni. Eruzioni recenti datano di 2300 a 3100 anni fa, mentre l'ultima eruzione importante – durante la quale il vulcano eruttò 1 km³ di lava – è datata intorno al 200 a.C.
Il capitano James Cook battezzò la montagna "Mount Edgecumbe" il 2 novembre 1769, forse in onore di John Edgecombe, un sergente imbarcato sulla sua nave, l'Endeavour. Il nome ufficiale della montagna venne cambiato in "Putauaki" nel 1925.
Il governo neozelandese confiscò parte della montagna al popolo Ngāti Awa nel 1880 assieme ad altre terre dell'Isola del Nord. In un rapporto del 1999, il tribunale di Waitangi dichiarò la confisca illegale perché non c'era alcuna prospettiva di collocare i coloni sulla montagna.